# Predigtstuhl (Kaisergebirge)
Pour les articles homonymes, voir Predigtstuhl.
Le Predigtstuhl (littéralement la « Chaire ») est un sommet des Alpes, à 2 116 m, dans le Kaisergebirge, et en particulier dans le chaînon du Wilder Kaiser, en Autriche (land du Tyrol).